# 알렉산데르 쇨로트
알렉산데르 쇨로트(노르웨이어: Alexander Sørloth, 1995년 12월 5일 ~ )는 노르웨이의 축구 선수이며, 아틀레티코 마드리드에서 스트라이커로 뛰고 있다. 그의 아버지는 예란 쇨로트로 노르웨이 축구 국가대표팀에서 55경기를 뛰었고 1994년 FIFA 월드컵에 참가한 전직 축구 선수이다.
2020년 9월 22일 RB 라이프치히는 알렉산데르 쇨로트의 영입을 발표했다. 계약 기간은 5년이다.